# Russell Vis
Russell Vis   (Grand Rapids, 22 de juny de 1900 - San Diego, 1 d'abril de 1990) va ser un lluitador estatunidenc, especialista en lluita lliure, que va competir durant la dècada de 1920.
El 1924 va prendre part en els Jocs Olímpics de París, on guanyà la medalla d'or en la competició del pes lleuger del programa de lluita.